# Espessura de camada limite
A espessura de camada limite é uma propriedade das camadas limites que sofre a influência de diversos fatores e necessita para seu cálculo da obtenção de diversos parâmetros.
Considere-se um corpo estacionário com um fluxo turbulento movendo em torno dele, como uma placa semi-infinita plana, com fluido que flui sobre a parte superior da placa. Nas paredes sólidas do corpo o fluido satisfaz uma condição de limite antideslizamento e tem uma velocidade zero, mas à medida que se afasta da parede, a velocidade do fluxo aproxima-se assintoticamente da velocidade média do fluxo livre. Por isso, é impossível definir um claro ponto em que a camada limite torna-se o fluxo livre. Os parâmetros abaixo ultrapassam esta limitação e permitem que a camada limite seja medida.
Espessura da camada limite tem várias abordagens no que respeita ao seu cálculo, a mais fácil será a aplicação da equação de Von Karman ou para situações mais especificas a teoria de Blasius

## Espessura de 99% da velocidade
A espessura da camada limite δ, é a distância entre a camada limite a partir da parede para um ponto onde a velocidade de fluxo é essencialmente atingido a velocidade de "fluxo livre", u0. Esta distância é definida como normal à parede, e o ponto onde a velocidade de fluxo é essencialmente a de fluxo livre é usualmente definida como o ponto em que:
{\displaystyle u(y)=0.99u_{o}}